# Bimboland
Bimboland è un film del 1998 diretto da Ariel Zeitoun.